# Deutsch-montenegrinische Beziehungen
Deutschland und Montenegro sind Mitglieder des Europarates und der Organisation für Sicherheit und Zusammenarbeit in Europa. Deutschland ist Mitglied, Montenegro ist Beitrittskandidat der Europäischen Union. In der bilateralen Zusammenarbeit unterstützt Deutschland im Rahmen verschiedener Projekte demokratische Reformen in Montenegro zur Annäherung des Landes an die EU.

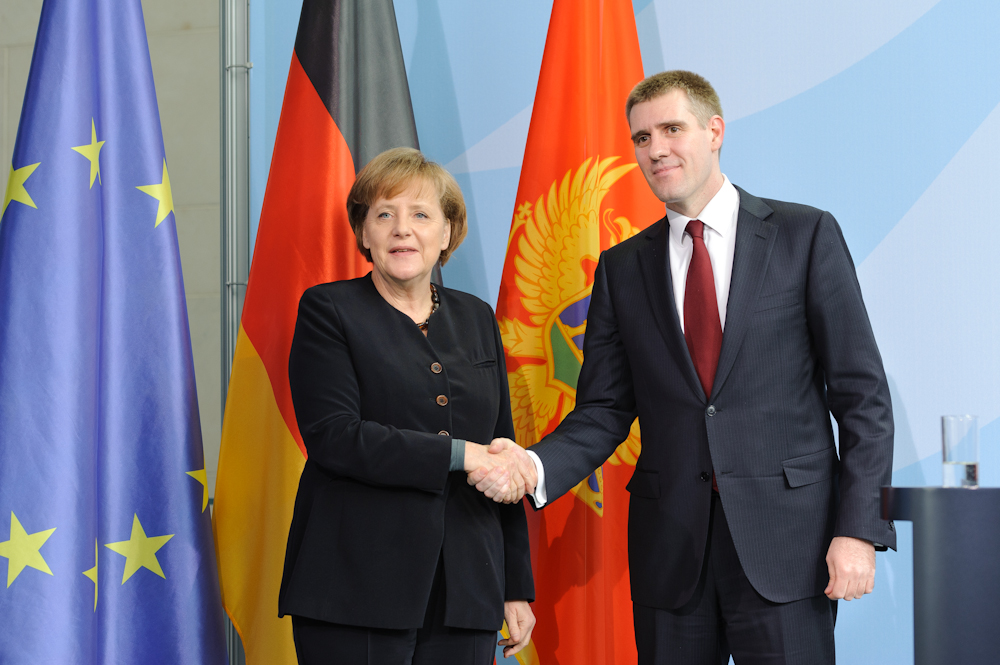
Die deutsche Bundeskanzlerin Angela Merkel und der montenegrinische Ministerpräsident Igor Lukšić, 2011

Außerdem betreibt Deutschland verschiedene Entwicklungsprogramme in Montenegro. Der Schwerpunkt liegt dabei in der Förderung der öffentlichen Infrastruktur, insbesondere im Energiesektor, der Trinkwasserver- und Abwasserentsorgung, der Tourismusentwicklung und der Wirtschafts- und Beschäftigungsförderung insbesondere für kleine und mittlere Unternehmen.
Am 14. Juni 2006 stimmte das Bundeskabinett für die Aufnahme diplomatischer Beziehungen mit Montenegro. Thomas Schmitt war von 2006 bis 2008 erster deutscher Botschafter in Montenegro. 
Deutschland betreibt eine Botschaft in Podgorica.
Montenegro unterhält eine Botschaft in Berlin und ein Generalkonsulat in Frankfurt am Main.